# Адами, Степан
Степан Адами (хорв. Stjepan Adami (Adamy); 17 февраля 1692, Вировитица — 23 ноября 1733, Кёсег) — хорватский преподаватель и миссионер.

## Биография
Степан Адами изучал гуманитарные науки в Пожеге и философию в Вене. В 1719 году он вступил в Орден Иезуитов, а через два года стал учителем начальных классов в иезуитском колледже в Загребе. В 1723 году он вновь приехал в Вену, где во время своего четырёхлетнего обучения богословию был рукоположён в сан священника. По окончании обучения он занял должность профессора риторики и поэтики в Кёсеге. С 1727 по 1733 год он был миссионером в Банска-Быстрице, Петроварадине, Пожеге и Кёсеге. Также он был постановщиком и вероятным автором пьесы «Lusus divinae Providentiae in Bella Colomani regis filio».